# Delitto sotto il sole
Delitto sotto il sole (Evil Under The Sun) è un film diretto da Guy Hamilton, uscito nel 1982, tratto dal romanzo giallo di Agatha Christie, intitolato Corpi al sole (1941).
La colonna sonora non originale del film comprende alcuni dei più celebri brani del compositore statunitense Cole Porter, quali Night and Day, You Do Something to Me, It's De-Lovely, In the Still of the Night, You're the Top, Begin the Beguine, I've Got You Under My Skin, Anything Goes, I Get a Kick Out of You e I Concentrate on You.

## Trama
Il celebre investigatore Hercule Poirot si reca presso gli uffici della London Trojan Insurance Company per esporre le proprie conclusioni riguardo all'omicidio di Alice Ruber, una donna trovata strangolata nelle campagne dello Yorkshire che aveva stipulato una cospicua polizza vita a vantaggio del marito; l'investigatore – avendo studiato i rapporti redatti dai poliziotti del luogo, e appurato che il beneficiario aveva un alibi di ferro – suggerisce all'incaricato della compagnia, Flewitt, di «risarcire e non pensarci più», ritenendo l'accaduto come opera di un pazzo o di un vagabondo. Subito dopo, lo stesso Flewitt assegna a Poirot un nuovo caso: il milionario Horace Blatt ha infatti inviato un prezioso diamante per farlo assicurare, ma al momento di esaminare la pietra essa si è rivelata una scadente copia; ritenendo implausibile che Blatt tentasse una truffa talmente palese ai danni della compagnia, sorge così la necessità di esaminare a fondo la questione.
A colloquio con Poirot, Blatt afferma che aveva acquistato quel diamante come pegno d'amore per la donna di cui si era innamorato, che tuttavia lo aveva improvvisamente lasciato per un altro; il milionario aveva allora richiesto indietro il diamante, e lo aveva poi inviato alla compagnia assicurativa. La femme fatale in questione è una famosa quanto frivola attrice di teatro, Arlena Stuart, in procinto di recarsi presso l'esclusivo albergo di Daphne Castle; quest'ultima, ex-amante del re di Tirania, aveva da lui ricevuto un'idilliaca isoletta nell'Adriatico, trasformandola in un rinomato luogo in cui passare le proprie vacanze. Anche gli altri ospiti dell'albergo hanno tuttavia ben più di un motivo per odiare Arlena:
- Daphne Castle: in passato era stata una rivale di Arlena, ma solo quest'ultima aveva avuto successo; inoltre, Daphne è innamorata del marito di Arlena, Kenneth
- Kenneth Marshall: intrappolato in un matrimonio infelice con Arlena, ha scoperto che la donna lo tradisce con un uomo molto più giovane, l'aitante Patrick Redfern
- Linda Marshall, la figlia di Kenneth: dopo la morte della madre, non riesce ad accettare il matrimonio del genitore, ritenendo Arlena – che per lei non prova, ricambiata, alcun affetto – una «vipera»
- Christine Redfern, la moglie di Patrick; avendo ormai la certezza che il marito ha una tresca con Arlena, prorompe sempre più spesso in isteriche scenate di gelosia e desidera lasciare l'isola il prima possibile
- Rex Brewster, effeminato giornalista; pur essendo un ammiratore di Arlena, la donna non gli ha voluto concedere il benestare per pubblicare un libro incentrato su di lei, e di cui aveva già pagato le spese
- Odell e Myra Gardener, coniugi e produttori teatrali; il loro futuro è basato sulla partecipazione di Arlena a uno spettacolo di cui sono gli organizzatori, ma l'attrice non intende esserne protagonista
- Horace Blatt: ancora infuriato per il comportamento di Arlena, e per avere da lei ricevuto la pessima copia del diamante

Durante il suo soggiorno sull'isola, Arlena ha sostanzialmente modo di litigare con tutti gli ospiti, fino a quando non avviene il «delitto sotto il sole»: Patrick, accompagnato in lontananza da Myra, trova infatti a mezzogiorno sulla spiaggia della baia di Ladder il cadavere della donna strangolata, con il volto coperto da un vistosissimo cappello cinese rosso. L'indagine si mostra fin da subito complessa, e la stessa Daphne è preoccupata che l'omicidio possa avere pessime ripercussioni sul suo albergo; l'ostacolo apparentemente insormontabile è che ognuno dei presenti ha un alibi. Dopo vari ragionamenti, Poirot riesce però a ricostruire la verità: i colpevoli altri non erano che Patrick Redfern e sua moglie Christine. Patrick aveva sostituito con l'inganno il preziosissimo diamante di Blatt, e doveva dunque eliminare l'unica possibile testimone del misfatto; anche le scenate di gelosia di Christine erano simulate fin dall'inizio, e la donna non solo si era occupata di tramortire Arlena, ma – strappandole di dosso il costume da bagno – si era poi vestita come lei e aveva interpretato il ruolo della morta, ingannando dunque Myra.
Per ottenere il suo alibi, Christine si era fatta accompagnare a dipingere degli acquarelli da Linda, a cui aveva spostato l'orologio in avanti di venti minuti; una volta che Myra – la quale non si era avvicinata al cadavere, credendo alla reazione di Patrick – si era allontanata per chiedere aiuto, lascia dunque che il marito completi l'opera, strangolando Arlena e posizionando il corpo sulla spiaggia. Durante la ricostruzione dell'accaduto, che Poirot definisce «un piano audace al massimo, brillantemente eseguito», l'investigatore afferma di non avere alcuna prova che possa dimostrare ciò da lui affermato, dunque i due assassini si apprestano trionfanti a lasciare l'isola, non prima di avere però pagato il conto dell'albergo; in realtà, il comportamento di Poirot era un totale bluff: aveva infatti già raccolto prove a sufficienza, di cui l'ultima – la firma sull'assegno – capace di ricollegare entrambi anche all'omicidio di Alice Ruber, con cui fin da subito aveva notato delle similarità.
Poirot, smascherati i due criminali, recupera infine anche il diamante di Horace Blatt, che Patrick aveva nascosto all'interno della sua pipa; mentre ancora si gongola per avere risolto il mistero, quest'ultimo lo colpisce però con un montante al volto. Odell, Myra e Rex, mentre sono in barca di ritorno a casa, incrociano il battello che sta conducendo Patrick e Christine al luogo della loro esecuzione tramite impiccagione, e rivolgono loro un brindisi; Poirot prosegue invece la sua vacanza, trattenendosi sull'isola insieme a Daphne, che con tutta probabilità si appresta a iniziare una relazione con la sua vecchia fiamma Kenneth, caldeggiata anche da Linda.

## Riconoscimenti
- Edgar Allan Poe Award
  - Candidatura migliore sceneggiatura (Anthony Shaffer)

## Altri adattamenti
- Nel 2001 è uscito un nuovo adattamento del romanzo originale, Corpi al sole, episodio della serie televisiva Poirot, con David Suchet.